# Catherine Colonna
Catherine Colonna (ur. 16 kwietnia 1956 w Tours) – francuska polityk i dyplomatka, rzeczniczka prasowa prezydenta Francji (1995–2004), od 2005 do 2007 minister delegowany ds. europejskich, w latach 2022–2024 minister spraw zagranicznych.

## Życiorys
Absolwentka prawa na Uniwersytecie w Tours, uzyskała magisterium (1977) i dyplom DEA (1978) w zakresie prawa publicznego. W 1980 ukończyła studia w Instytuxie Nauk Politycznych w Paryżu, a w 1983 École nationale d’administration w ramach promocji „Solidarité”. Zawodowo związana z francuską dyplomacją. W latach 1983–1986 pracowała w ambasadzie Francji w USA, następnie do 1988 zajmowała się sprawami europejskimi w dyrekcji prawnej MSZ. Była następnie radcą w gabinecie ministra Maurice’a Faure’a (1988–1989), kierownikiem projektów w centrum analiz i prognoz MSZ (1989–1990), wicedyrektorem w departamencie komunikacji resortu (1990–1993) i zastępczynią rzecznika prasowego ministerstwa (1993–1995).
W 1995 prezydent Jacques Chirac powierzył jej funkcję rzecznika prasowego administracji prezydenckiej, którą pełniła przez dziewięć lat. W 2004 została mianowana dyrektorem generalnym Krajowego Centrum Kinematografii oraz zastępczynią dyrektora Festiwalu Filmowego w Cannes. Od czerwca 2005 do maja 2007 sprawowała urząd ministra delegowanego do spraw europejskich w rządzie Dominique’a de Villepin.
W 2008 dołączyła do rady dyrektorów fundacji Fondation Jacques Chirac. W tym samym roku powołana na stanowisko stałego przedstawiciela Francji przy UNESCO, a w 2010 została partnerem zarządzającym w paryskim oddziale przedsiębiorstwa finansowego Brunswick. Po kilku latach powróciła do dyplomacji, w latach 2014–2017 była ambasadorem Francji we Włoszech i w San Marino. Od 2017 do 2019 pełniła funkcję stałego przedstawiciela przy OECD. W 2019 została mianowana ambasadorem w Wielkiej Brytanii, stanowisko to zajmowała do 2022.
W maju 2022 powołana na urząd ministra do spraw Europy i spraw zagranicznych w rządzie Élisabeth Borne. Utrzymała tę funkcję także przy rekonstrukcji gabinetu z lipca 2022. Urząd ten sprawowała do stycznia 2024.

## Odznaczenia
- Legia Honorowa V (2005)[6] i IV klasy (2015)[7]
- Order Narodowy Zasługi IV klasy (2010)[8]
- Komandor Orderu Sztuki i Literatury (z urzędu, 2004)[9]
- Medal Wschodniej Republiki Urugwaju (Urugwaj, 1997)[10]
- Krzyż Oficerski Orderu Wielkiego Księcia Giedymina (Litwa, 1998)[11]
- Order Krzyża Ziemi Maryjnej III klasy (Estonia, 2001)[12]
- Order Gwiazdy Włoch II klasy (Włochy, 2017)[13]
- Order Księżnej Olgi III klasy (Ukraina, 2022)[14]
- Wielka Wstęga Orderu Wschodzącego Słońca (Japonia, 2024)[15]